# スヴャトスラフ・イングヴァレヴィチ
スヴャトスラフ・イングヴァレヴィチ（ロシア語: Святослав Ингваревич、? - 1223年5月31日）は歴代シュムスク公のうちの一人である。リューリク朝の一系統である、ヴォルィーニ・イジャスラフ家(ru)出身と推測されている。
ルーシの年代記（レートピシ）上には、スヴャトスラフの出自に関する記述はみられない。また、スヴャトスラフに関する言及は、1223年のカルカ河畔の戦いでの戦死者の中に、シュムスク公として名が挙がるのみである。スヴャトスラフの妻子に関してもまた不明である。
概して現代の研究者は、その所領から、スヴャトスラフをルーツク公ヤロスラフの子孫とみなしている。1211年の段階では、シュムスクを含むいくつかのヴォルィーニ公国領の都市は、ルーツク公イングヴァリ（ルーツク公ヤロスラフの子）の統治下にあった。
スヴャトスラフの出自に関しては、カルカ河畔の戦いおける死者の一覧において、スヴャトスラフの名はドロゴブージ公イジャスラフの次に記されていることから、スヴャトスラフはイジャスラフの兄弟、すなわちルーツク公イングヴァリの子とみなす説が一般的である。ただし、N.バウムガルテン(ru)は、スヴャトスラフをルーツク公ヤロスラフの子孫とみなしたが、正確な血縁関係までは断定していない。また、ポーランドの歴史家D.ドンブロフスキは、まず、ルーツク公ヤロスラフの息子のうちのムスチスラフはスヴャトスラフの父ではないと述べている。それは、ムスチスラフもまたカルカ河畔の戦いに参加しているが、ムスチスラフとスヴャトスラフの関係を示す記述が年代記上にないことに拠る。さらに、スヴャトスラフはルーツク公ヤロスラフの子イジャスラフ(ru)の子の可能性があるとも述べている。O.ラポフ(ru)やJ.フェネルもまた、スヴャトスラフをルーツク公イングヴァリの子、もしくは孫とみなしている。